# Сяо (музыкальный инструмент)
Сяо (кит. трад. 簫, упр. 箫, пиньинь xiāo), дунсяо — традиционная китайская продольная бамбуковая флейта с закрытым нижним торцом. Используется как сольный и ансамблевый инструмент.

## Название
Название сяо имеет звукоподражательное происхождение и до времён династии Тан (VII—X века) относилось к многоствольной флейте пайсяо, а любые одноствольные флейты назывались ди. К XII веку с ростом популярности поперечных флейт сформировалось современное разделение на многоствольные флейты пайсяо, поперечные ди и продольные сяо.

## История
История китайской продольной флейты пока не имеет устоявшегося вида. Так, есть мнение, что это один из старейших в мире музыкальных инструментов, и что первым сделанным из кости сяо порядка семи тысяч лет. По другим данным, первые сяо появились только во времена династии Хань (III в. до н. э. — III в. н. э.).
На отметках на гадальных костях XIV века до н. э. уже встречаются упоминания таких флейт, как янь и гуань; в памятниках классической китайской литературы III—II веков до н. э. (таких как «Чжоуские ритуалы») встречаются упоминания ди и гуань.
Во времена династии Тан была распространена вертикальная флейта чиба гуань (или просто чиба). Постепенно чиба перестали упоминаться, и популярность получили дунсяо (одна из разновидностей сяо).
До наших дней сохранились отдельные экземпляры чиба, немногочисленные сяо XVI—XVII веков и достаточно большое количество экземпляров сяо из XIX века.

## Описание
Если в древние времена сяо могли делаться не только из бамбука, но и из жада или фарфора, то в настоящее время их делают преимущественно из бамбука. На верхнем торце флейты делается наклонённое внутрь отверстие, в которое исполнитель направляет воздух. Изначально у сяо было только четыре пальцевых отверстия, позднее к ним добавились ещё два: пять расположены на лицевой стороне и одно — для большого пальца — на тыльной.
Длина сяо может варьироваться в разных регионах и быть от 50 до 75 сантиметров и длиннее.
Диапазон сяо обычно около двух октав, d′—e‴.

## Виды
В разных регионах бывают различающиеся по устройству сяо. Так, в Цзяннани популярны цзычжу сяо (сяо из чёрного бамбука) — длинные за счёт того, что сделаны из бамбука с длинными межузловыми частями стебля.
На юге Фуцзяни и на Тайване популярны дунсяо, которые делаются из бамбука вида Phyllostachys angusta или аналогичных видов бамбука с толстым стеблем.